# Marion Rodewald

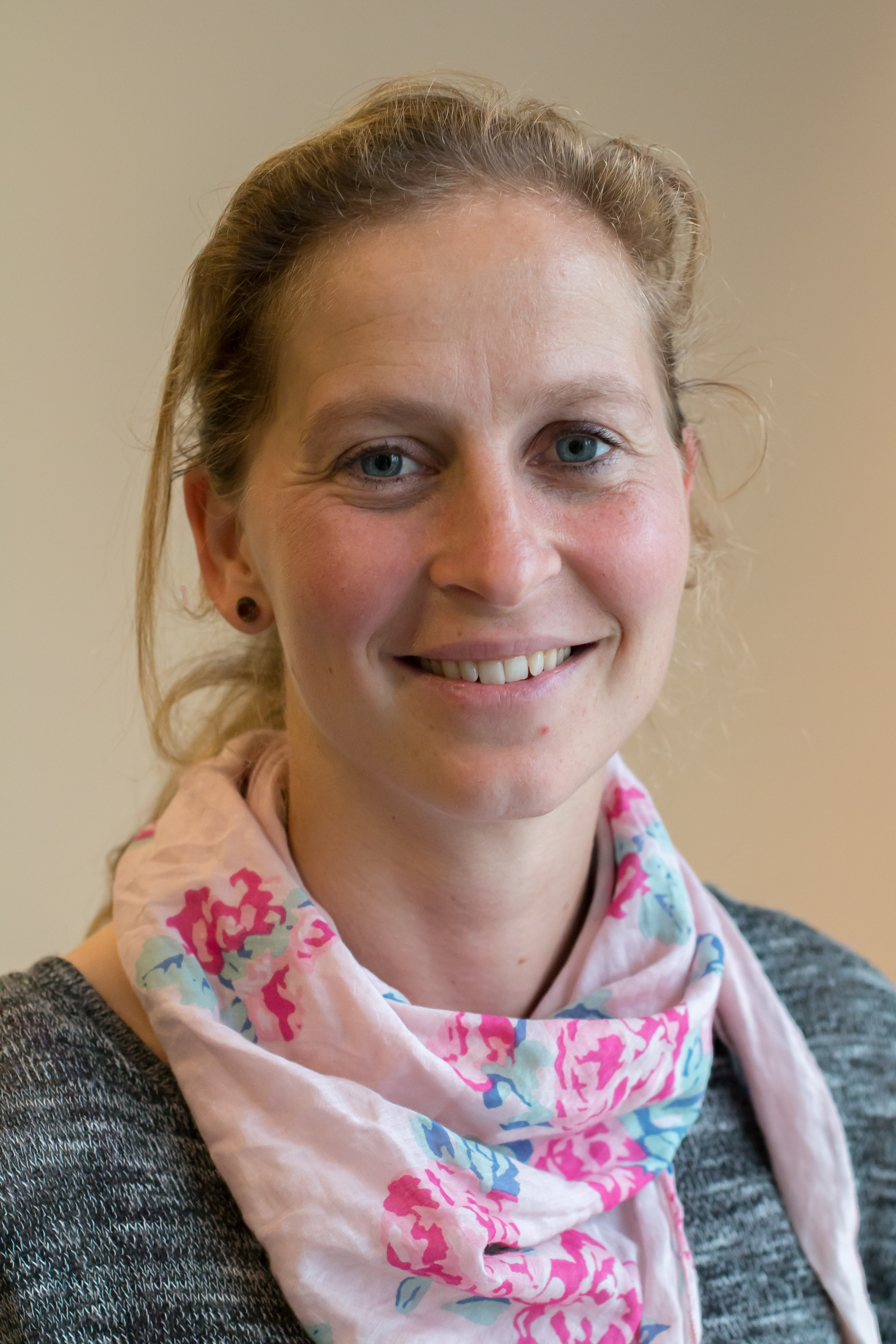
Marion Rodewald 2014

Marion Rodewald (* 24. Dezember 1976 in Mülheim an der Ruhr) ist eine deutsche Hockeyspielerin.

## Sportliche Karriere
Rodewald begann ihre Karriere beim Kahlenberger HTC in Mülheim.
Von da wechselte sie zum HTC Uhlenhorst Mülheim, mit dem sie 1990 Deutscher Jugendmeister der Mädchen wurde. Von 1992 bis 2004 spielte sie beim Club Raffelberg in Duisburg.
Hier gelang der Innenverteidigerin der Sprung in die Nationalmannschaft und sie war seit 1997 festes Mitglied der Hockeynationalmannschaft (A-Kader).
1998 belegte diese bei der Weltmeisterschaft in Utrecht Platz 3.
Auf Rang 7 bei den Olympischen Sommerspielen 2000 in Sydney folgte die Bronzemedaille bei der Europameisterschaft 2003 in Barcelona.

### Olympische Sommerspiele 2004

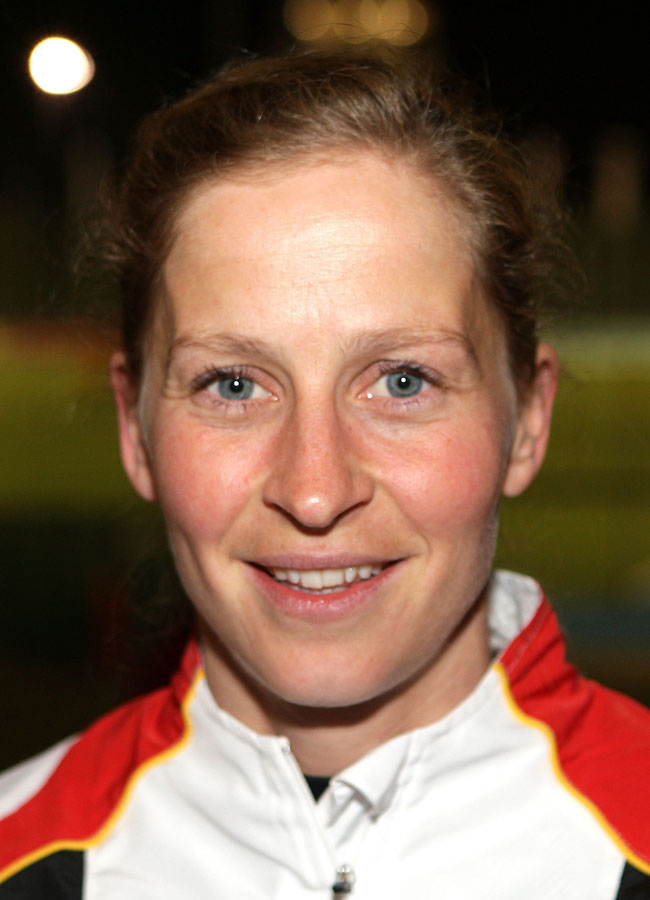
Marion Rodewald 2008

Von 2003 bis 2009 war sie Kapitänin der deutschen Hockeynationalmannschaft der Damen. Mit ihr gewann sie bei den Olympischen Sommerspielen 2004 in Athen die Goldmedaille. Seit 2004 spielt Rodewald für Rot-Weiß Köln in der Bundesliga.
Für den Gewinn der Goldmedaille 2004 erhielt sie am 16. März 2005 das Silberne Lorbeerblatt.
Rodewald studierte zwei Semester Architektur in Dortmund, dann Sportwissenschaft an der Deutschen Sporthochschule Köln und schrieb ihre Diplomarbeit zu einem Thema der Krebsnachsorge.
Seit 2005 ist Marion Rodewald Athletenvertreterin im Vorstand der Sportstiftung NRW und seit 2006 auch Athletensprecherin des Deutschen Hockey-Bundes, Mitglied des Beirats der Aktiven im Deutschen Olympischen Sportbund (DOSB) und im Aufsichtsrat der Stiftung Deutsche Sporthilfe.
Im Kuratorium der Nationalen Anti-Doping-Agentur (NADA) ist Marion Rodewald Athletensprecherin für das Online-Meldesystem namens „ADAMS“.
Seit 2009 ist sie auch Mitglied der Europäischen Athleten-Kommission.
Marion Rodewald heiratete am 22. Dezember 2006 ihren langjährigen Lebensgefährten und sie wohnt in Frechen-Königsdorf.

## Auszeichnungen
- Sportlerin des Jahres der Stadt Duisburg, 2000
- Silbernes Lorbeerblatt, 2005